# Пухнер, Вилли
Вилли Пухнер (нем. Willy Puchner; род. 15 марта 1952, Мистельбах, Нижняя Австрия) — австрийский фотограф, художник, рисовальщик и автор.

## Жизнь
Вилли Пухнер родился и вырос в семье супругов-фотографов. С 1967 по 1974 он посещал Графическое Высшее учебное заведение в Вене, отделение фотографии.
После того он работал учителем в том же учебном заведении, с 1978 — фотографом-художником, рисовальщиком и автором. С 1983 по 1988 он изучал философию и публицистику, исторические и социологические науки. В 1988 защитил дипломную работу в области социально-философских наук на тему «О частной фотографии». С 1989 регулярно сотрудничает с Венской газетой.
Известным стал Вилли Пухнер благодаря его проекту «Тоска пингвинов». Он четыре года путешествовал со сделанными из полиэстера фигурами пингвинов Джо и Сэлли: на море и в пустыню, в Нью-Йорк, Сидней, Пекин и Париж, в Венецию, Токио, Гонолулу и Каир, фотографируя их в каждом новом месте. Фреди Лангер написал об этом проекте в «Франкфуртер альгемайне»: «Перед известными достопримечательностями он заставил их позировать, как будто они были туристы, — и фотографировал их. Так он создал самый красивый фотоальбом путешествия 20-го века: „Тоска пингвинов“.» (ФАЦ 8-го марта 2001-го года).
Вилли Пухнер много работал с пожилыми людьми, так возникли проекты «90-летние», «Диалог со старостью», «100-летние», «История жизни и фотография» и «Любовь в старости».